# Walter Camp Award
Il Walter Camp Player of the Year Award, assegnato per la prima volta nel 1967, premia il miglior giocatore dell'anno del football universitario. I giurati di tale premio sono i capi allenatore e i direttori di informazione sportiva della National Collegiate Athletic Association Division I-A sotto l'egida della Walter Camp Football Foundation; il premio è intitolato a Walter Camp, un progenitore dello sport. Nel 2009, il quarterback Colt McCoy della University of Texas  vinse il suo secondo premio Walter Camp consecutivo, raggiungendo O.J. Simpson e Archie Griffin, unici altri doppi vincitori di questo premio.

## Albo d'oro

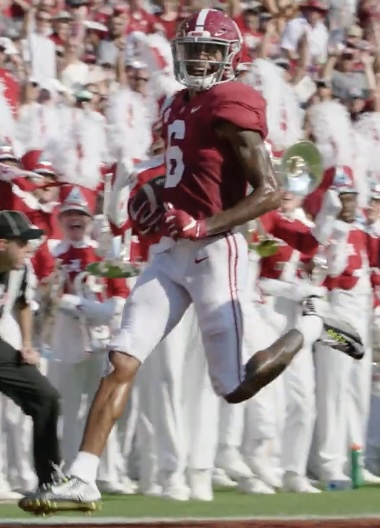
DeVonta Smith è il vincitore del 2020

| Anno | Vincitore          | Scuola         |
| ---- | ------------------ | -------------- |
| 1967 | O.J. Simpson       | USC            |
| 1968 | O.J. Simpson       | USC            |
| 1969 | Steve Owens        | Oklahoma       |
| 1970 | Jim Plunkett       | Stanford       |
| 1971 | Pat Sullivan       | Auburn         |
| 1972 | Johnny Rodgers     | Nebraska       |
| 1973 | John Cappelletti   | Penn State     |
| 1974 | Archie Griffin     | Ohio State     |
| 1975 | Archie Griffin     | Ohio State     |
| 1976 | Tony Dorsett       | Pittsburgh     |
| 1977 | Ken MacAfee        | Notre Dame     |
| 1978 | Billy Sims         | Oklahoma       |
| 1979 | Charles White      | USC            |
| 1980 | Hugh Green         | Pittsburgh     |
| 1981 | Marcus Allen       | USC            |
| 1982 | Herschel Walker    | Georgia        |
| 1983 | Mike Rozier        | Nebraska       |
| 1984 | Doug Flutie        | Boston College |
| 1985 | Bo Jackson         | Auburn         |
| 1986 | Vinny Testaverde   | Miami (Fla.)   |
| 1987 | Tim Brown          | Notre Dame     |
| 1988 | Barry Sanders      | Oklahoma State |
| 1989 | Anthony Thompson   | Indiana        |
| 1990 | Raghib Ismail      | Notre Dame     |
| 1991 | Desmond Howard     | Michigan       |
| 1992 | Gino Torretta      | Miami (Fla.)   |
| 1993 | Charlie Ward       | Florida State  |
| 1994 | Rashaan Salaam     | Colorado       |
| 1995 | Eddie George       | Ohio State     |
| 1996 | Danny Wuerffel     | Florida        |
| 1997 | Charles Woodson    | Michigan       |
| 1998 | Ricky Williams     | Texas          |
| 1999 | Ron Dayne          | Wisconsin      |
| 2000 | Josh Heupel        | Oklahoma       |
| 2001 | Eric Crouch        | Nebraska       |
| 2002 | Larry Johnson      | Penn State     |
| 2003 | Larry Fitzgerald   | Pittsburgh     |
| 2004 | Matt Leinart       | USC            |
| 2005 | Reggie Bush        | USC            |
| 2006 | Troy Smith         | Ohio State     |
| 2007 | Darren McFadden    | Arkansas       |
| 2008 | Colt McCoy         | Texas          |
| 2009 | Colt McCoy         | Texas          |
| 2010 | Cam Newton         | Auburn         |
| 2011 | Andrew Luck        | Stanford       |
| 2012 | Manti Te'o         | Notre Dame     |
| 2013 | Jameis Winston     | Florida State  |
| 2014 | Marcus Mariota     | Oregon         |
| 2015 | Derrick Henry      | Alabama        |
| 2016 | Lamar Jackson      | Louisville     |
| 2017 | Baker Mayfield     | Oklahoma       |
| 2018 | Tua Tagovailoa     | Alabama        |
| 2019 | Joe Burrow         | LSU            |
| 2020 | DeVonta Smith      | Alabama        |
| 2021 | Kenneth Walker III | Michigan State |
| 2022 | Caleb Williams     | USC            |
| 2023 | Jayden Daniels     | LSU            |
| 2024 | Travis Hunter      | Colorado       |